# Højer Kommune
Højer Kommune i Sønderjyllands Amt blev dannet ved kommunalreformen i 1970. Ved strukturreformen i 2007 blev den indlemmet i Tønder Kommune sammen med Bredebro Kommune, Løgumkloster Kommune, Skærbæk Kommune og det meste af Nørre-Rangstrup Kommune.

## Tidligere kommuner
Højer i Højer Sogn havde efter genforeningen i 1920 beholdt den tyske betegnelse flække, men det begreb bortfaldt med kommunalreformen, hvor 3 sognekommuner blev lagt sammen med Højer flække og dens landsogn til Højer Kommune:
| Kommune        | Folketal 1. januar 1970 | Byer             |
| -------------- | ----------------------- | ---------------- |
| Højer flække   | 1.399                   | Højer            |
| Højer landsogn | 373                     | Højer            |
| Daler          | 594                     |                  |
| Emmerlev       | 846                     | Sønder Sejerslev |
| Hjerpsted      | 175                     |                  |
| I alt          | 3.387                   |                  |

## Sogne
Højer Kommune bestod af følgende sogne, alle fra Tønder, Højer og Lø Herred:
- Daler Sogn
- Emmerlev Sogn
- Hjerpsted Sogn
- Højer Sogn

## Borgmestre[2]
| Navn              | Parti             | Periode   |
| ----------------- | ----------------- | --------- |
| Gregers Jørgensen | Socialdemokratiet | 1970-1978 |
| Knud Hansen       | Venstre           | 1978-2002 |
| Peter Christensen | Socialdemokratiet | 2002-2006 |

## Rådhus
Højer Kommunes stråtækte borgmesterkontor (rådhus) på Kirkegårdsgade 3 blev i 2011 solgt til Højer Lokalråd, som har indrettet cafe og rum til diverse foreninger. Tønder Kommune har stadig plads i huset til borgerservice og borgerlige vielser.